# Lorenzo Loris
Lorenzo Loris (Milano, 11 giugno 1957) è un attore teatrale, drammaturgo e regista teatrale italiano.

## Biografia
Regista storico della compagnia del Teatro Out Off dal 1986, è anche un interprete formatosi con registi come Carlo Cecchi e Luca Ronconi. In venticinque anni di collaborazione con l'Out Off ha realizzato un percorso attraverso la drammaturgia contemporanea e del Novecento: da Boris Vian a Tennessee Williams, a Joe Orton e Lars Norén, da Thomas Bernhard a Bertolt Brecht per arrivare ai contemporanei, tra i quali, Peter Asmussen, scrittore danese e sceneggiatore di Lars Von Trier, Edward Bond (Premio Ubu 2005), Roberto Traverso (Premio Teatro di Roma - Per un nuovo Teatro italiano del 2000); Raffaello Baldini, uno tra i massimi poeti italiani del '900, Massimo Bavastro, autore, di Naufragi di Don Chisciotte, (Premio Nazionale della Critica 2002), Rodrigo García.

## Riconoscimenti
L'Associazione Nazionale dei Critici di Teatro assegna il Premio della Critica 2011 a Lorenzo Loris quale "specialista di messinscene pinteriane" e in particolare per la regia di Il guardiano di Harold Pinter.

## Teatro
- I costruttori d'imperi di Boris Vian (1992)
- Una bellissima domenica a Creve Coeur di Tennessee Williams (1996)
- Intrattenendo Sloane di Joe Orton (1997)
- Autunno e inverno di Lars Norén (1997)
- La dolce ala della giovinezza di Tennessee Williams (Teatro dell'Elfo,1998)
- Ritter, Dene, Voss di Thomas Bernhard (Festival di Spoleto, 1999)
- La seconda Eclissi di Roberto Traverso (Premio 7 spettacoli per un nuovo teatro italiano del 2000 (Teatro di Roma, 2000)
- Nel bar di un albergo a Tokyo di Tennessee Williams (2001)
- Bruciati dal ghiaccio di Peter Asmussen (2001)
- Naufragi di Don Chisciotte di Massimo Bavastro (Premio della Critica 2002)
- Zitti tutti! di Raffaello Baldini (2002)
- Un uomo è un uomo di Bertolt Brecht (2002)
- Le serve di Jean Genet (2003)
- Note di cucina  di Rodrigo García (2004)
- Finale di partita di Samuel Beckett (2004)
- Bingo di Edward Bond (2004)
- Terra di nessuno di Harold Pinter (2006)
- La serva amorosa di Carlo Goldoni (2008)
- Aspettando Godot di Samuel Beckett (2009)
- Ultimi rimorsi prima dell'oblio di Jean-Luc Lagarce (2009)
- La gilda del Mac Mahon di Giovanni Testori (2010)
- L'adalgisa di Carlo Emilio Gadda (2011)
- Il guardiano di Harold Pinter (2011)

## Filmografia

### Cinema

#### Sceneggiatore
- Anime veloci, regia di Pasquale Marrazzo (2006)

#### Attore
- Nirvana, regia di Gabriele Salvatores (1997)
- La grande quercia, regia di Paolo Bianchini (1997)